# Megacyllene falsa
Megacyllene falsa är en skalbaggsart som först beskrevs av Louis Alexandre Auguste Chevrolat 1862.  Megacyllene falsa ingår i släktet Megacyllene och familjen långhorningar.
Artens utbredningsområde är:
- Paraguay.
- Uruguay.

Inga underarter finns listade i Catalogue of Life.